# Robert M. A. Hawk

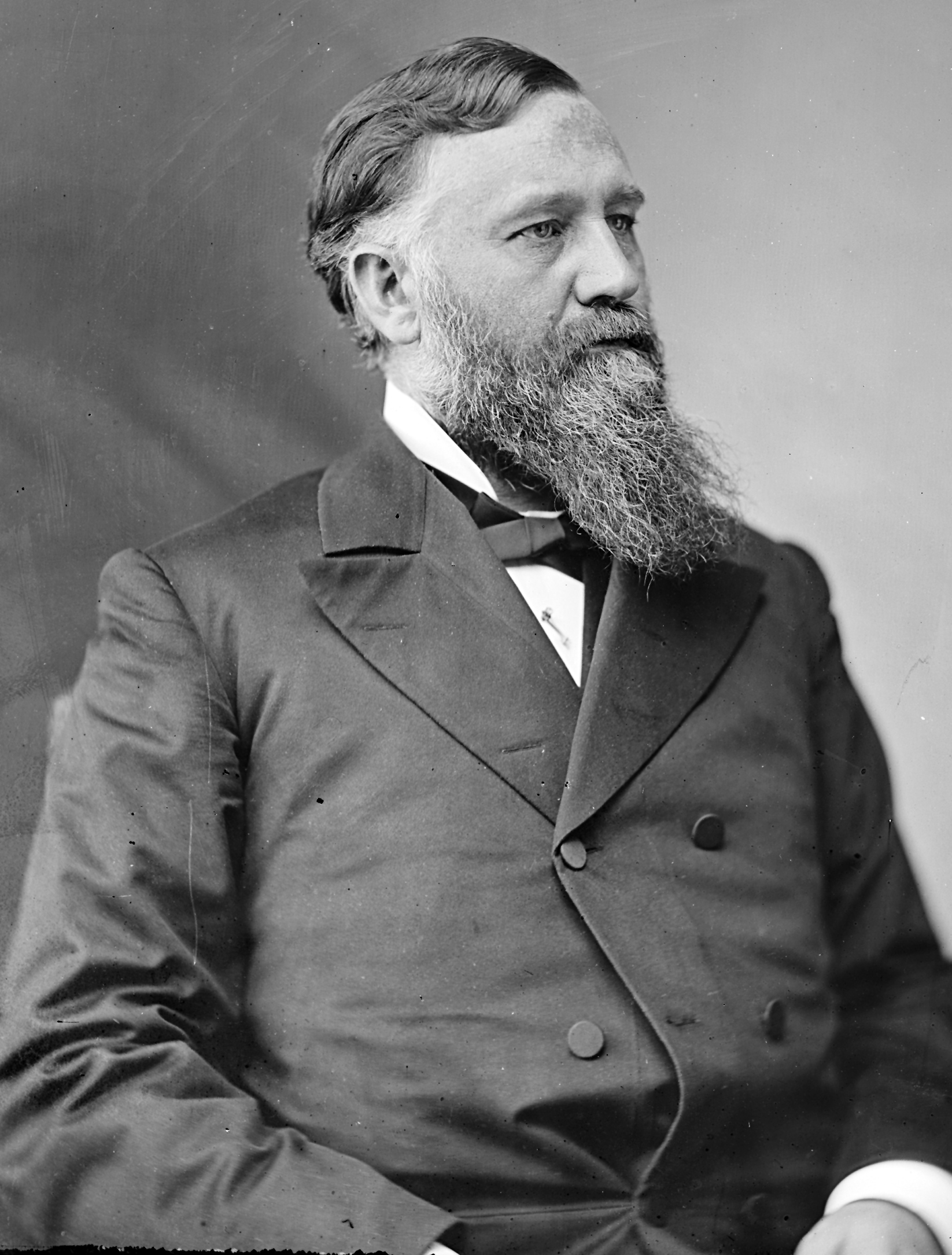
Robert M. A. Hawk

Robert Moffett Allison Hawk (* 23. April 1839 bei Rushville, Hancock County, Indiana; † 29. Juni 1882 in Washington, D.C.) war ein US-amerikanischer Politiker. Zwischen 1879 und 1882 vertrat er den Bundesstaat Illinois im US-Repräsentantenhaus.

## Werdegang
Bereits im Jahr 1844 kam Robert Hawk mit seinen Eltern in das Carroll County in Illinois. Er besuchte die öffentlichen Schulen seiner Heimat sowie das Eureka College. Außerdem studierte er Jura, ohne jedoch jemals als Jurist zu arbeiten. Während des Bürgerkrieges diente er im Heer der Union, in dem er bis zum Brevet-Major aufstieg. 1865 zog er nach Mount Carroll, wo er in der Landwirtschaft arbeitete. Außerdem war er zwischen 1865 und 1879 beim dortigen Bezirksgericht als Clerk angestellt.
Politisch schloss sich Hawak der Republikanischen Partei an. Bei den Kongresswahlen des Jahres 1878 wurde er im fünften Wahlbezirk von Illinois in das US-Repräsentantenhaus in Washington gewählt, wo er am 4. März 1879 die Nachfolge von Horatio C. Burchard antrat. Nach einer Wiederwahl konnte er bis zu seinem Tod am 29. Juni 1882 im Kongress verbleiben. Danach fiel sein Mandat nach einer Sonderwahl an seinen Parteikollegen Robert R. Hitt.